# Șanovo, Stara Zagora
Șanovo (în bulgară Шаново) este un sat în comuna Măglij, regiunea Stara Zagora,  Bulgaria. 

## Demografie
Componența etnică a satului Șanovo
     Bulgari (88,92%)
     Romi (9,37%)
     Nicio identificare (1,7%)
     Altele (0%)
La recensământul din 2011, populația satului Șanovo era de 352 locuitori. Din punct de vedere etnic, majoritatea locuitorilor (88,92%) erau bulgari, cu o minoritate de romi (9,37%). Pentru 1,7% din locuitori nu este cunoscută apartenența etnică.